# Zhuang Zedong
Zhuang Zedong (en chino: 莊則棟) (25 de agosto de 1940 en Yangzhou – 10 de febrero de 2013 en Pekín) fue un jugador de tenis de mesa chino, tres veces campeón del campeonato del mundo de Tenis de Mesa y campeón en otros numerosos eventos de tenis de mesa, conocida personalidad política durante el tumulto de la Revolución Cultural. Su oportunidad de reunirse con el jugador de tenis de mesa estadounidense, Glenn Cowan, durante el 31.º Campeonato del mundo de Tenis de Mesa, más tarde conocido como Diplomacia del ping-pong, desencadenó la primera descongelación del hielo en las relaciones China-Estados Unidos desde 1949. Zhuang estuvo casado con la pianista Bao Huiqiao, y su segunda esposa fue la japonesa Sasaki Atsuko (佐々木敦子).

## Primeros años
Zhuang nació en 1940 y se unió al equipo nacional chino de tenis de mesa siendo un adolescente. Su entrenador fue Fu Qifang. En 1961, en el vigésimo sexto Campeonato del mundo de Tenis de Mesa, ganó su primer campeonato en individuales, y en los dos siguientes Campeonato del mundo de Tenis de Mesa, el vigésimo séptimo y el vigésimo octavo en 1963 y 1965 respectivamente, volvió a ganar el campeonato en individuales.
El 20 de enero de 1968, dos años de la Revolución Cultural, Zhuang y Bao se casaron en el dormitorio de una habitación del conservatorio nacional de música en Pekín. Desde el principio de la Revolución Cultural en 1966, Zhuang no era capaz de seguir su carrera como jugador de tenis de mesa como de costumbre, ni Bao con su carrera como pianista.

## Actor de la Diplomacia del Ping Pong
A finales de 1969, el entrenamiento del equipo nacional de tenis de mesa se reanudó como resultado de la intervención del Premier Zhou Enlai, y en 1971, Zhuang Zedong y el equipo chino asistieron al trigésimo primero Campeonato del mundo de Tenis de Mesa. Un día durante el campeonato en Nagoya, Japón, el miembro del equipo estadounidense, Glenn Cowan, se subió al bus del equipo chino, y Zhuang Zedong lo saludó y le entregó un retrato de serigrafía de los montes Huang, comenzando así la Diplomacia del ping-pong. Diez meses después de que Zhuang's se reuniera con Cowan, Richard Nixon, en aquel entonces presidente de los Estados Unidos, visitó China en febrero de 1972. Solo dos meses después, Zhuang condujo a la delegación china de tenis de mesa a los Estados Unidos desde 18 al 30 de abril, como parte de un viaje de 18 días a Canadá, México y Perú. La llamada Diplomacia del ping-pong finalmente llevó a la normalización de las relaciones entre China y Estados Unidos en 1979.

## Revolución Cultural y consecuencias
En 1973, Zhuang Zedong se convirtió en el predilecto de Jiang Qing, esposa de Mao Zedong y líder de la Revolución Cultural. Después de la caída en octubre de 1976 de la Banda de los Cuatro donde Jiang Qing fue miembro, Zhuang Zedong fue encarcelado e investigado. En 1980, la investigación terminó y él fue enviado a Taiyuan, Shanxi para trabajar como entrenador del equipo provincial de tenis de mesa.
Bao y Zhang tuvieron una hija antes de divorciarse.

## Nueva vida en Pekín
En 1985, a Zhuang se le permitió volver a Pekín de nuevo, y se acordó que iba a entrenar a los jóvenes jugadores de tenis de mesa en el Palace of Youth en Pekín. La relación de Zhuang con Bao Huiqiao había sido deteriorada durante los tumultuosos años de la Revolución Cultural y que no iba a arreglarse. El 2 de febrero de 1985, él y Bao Huiqiao se divorciaron oficialmente.
Durante estos años, Zhuang Zedong publicó su libro Chuang Yu Chuang (chino simplificado: 闯与创 (Aventura y creación)).

## Matrimonio con Atsuko Sasaki
Más tarde en 1985, la japonesa nacida en China, Atsuko Sasaki se reunió con Zhuang en Pekín. Sasaki nació en 1944 en Zhangye, Gansu, China de padres japoneses. Su familia no se trasladó a Japón hasta 1976. Durante este tiempo, Sasaki había terminado su educación superior en China y su padre falleció de cáncer en Lanzhou. Sasaki Atsuko se había reunido con Zhuang Zedong previamente en Japón en 1971 y 1972 siendo una fan de Zhuang. 
Cuando Zhuang y Sasaki decidieron casarse, ambos tuvieron que pasar por un proceso político difícil debido a la situación política en China. Zhuang tuvo que escribir a Jiang Zemin y a Deng Xiaoping sobre lo que pasaba, y Sasaki tuvo que renunciar a su nacionalidad japonesa aplicándose la nacionalidad china. Finalmente, Zhuang y Sasaki se casaron en 1987.
Zhuang y Sasaki vivieron juntos durante 26 años. Zhuang escribió un libro sobre su historia titulado Deng Xiaoping approved our marriage. Zhuang abrió un club internacional en Pekín. Visitó los Estados Unidos en 2007, hablando en la USC y otras universidades sobre su papel en el fomento de mejorar las relaciones entre China y Estados Unidos.

## Cáncer y muerte
Zhuang Zedong fue diagnosticado con estadificación de cáncer colorrectal en 2008. A pesar de que buscó tratamiento en diversos hospitales de China, el tumor se tuvo una metástasis hacia su hígado y pulmones. Cinco meses antes de su muerte, solo tenía una octava parte de su hígado a la izquierda. Recurrió a la eutanasia, pero se le fue denegado por los doctores. El 10 de febrero de 2013, el primer día del Año Nuevo chino, Zhuang falleció en el You'an Hospital en Pekín, a la edad de 72 años. En un día los sitios de microbiología en China recibieron 300,000 mensajes sobre su muerte.